# Pascal Le Corre
Pascal Le Corre   (1959) és un pianista i professor de música francès.
Le Corre va estudiar piano amb Aldo Ciccolini al Conservatori de Paris (sobre qui va publicar el llibre Aldo Ciccolini. Je suis un lirico spinto... el 2007), música de cambra amb Jean Hubeau, anàlisi musical amb Betsy Jolas, acompanyament de piano amb Jean Koerner i instrumentació amb Marius Constant. Va ser premi al concurs internacional de piano Maria Canals a Barcelona el 1984 i va rebre una beca de la Fundació Yehudi Menuhin i Georges Cziffra i de l'"Acció Musicale Philip Morris" i va adquirir la llicència per ensenyar piano, acompanyament de piano i música de cambra.
Com a pianista, Le Corre ha actuat principalment a Europa, EUA i Japó. Va treballar juntament amb l'"Orchestre Lamoureux" i l'"Orchestre Colonne", l'"Ensemble Orchester" de Paris i l'Orquestra de Paris. A més de les obres de Beethoven, Mozart i Liszt, el seu repertori inclou composicions de compositors del segle XX com Francis Poulenc, Eric Satie, Tōru Takemitsu, Heitor Villa-Lobos i Stavros Xarchakos. En disc va tocar a obres de piano de Florent Schmitt, Composicions per a violí i piano de Karol Szymanowski (amb Annick Roussin) i la versió per a piano de l'òpera Pelléas et Mélisande de Claude Debussy.
Des de 1983, Le Corre va ser professor d'acompanyament de piano al Conservatori Amiens. El 1986 es va convertir en assistent a la classe de piano de Jean-Claude Pennetie al Conservatoriire de París. Posteriorment va ensenyar piano al conservatori Gabriel Fauré de París i acompanyament de piano al conservatori d'Orleans.